# Внешняя Монголия
Вне́шняя Монго́лия (монг. Ар Монгол,  aru mongol, «Северная Монголия»; маньчж. ᡨᡠᠯᡝᡵᡤᡳ ᠮᠣᠩᡤᠣ Tülergi Monggo, кит. 外蒙古, пиньинь Wài Měnggǔ, палл. Вай Мэнгу) — регион в составе империи Цин. Внешняя Монголия состояла из четырёх аймаков Халхи: Сэцэн-ханов, Тушэту-ханов, Сайн-Нойон-ханов и Дзасагту-ханов, а также округа Кобдо.
Со времён империи Цин Внешняя Монголия противопоставляется Внутренней Монголии (кит. упр. 內蒙古, пиньинь Nèi Měnggǔ), современному автономному региону в составе КНР. Термин часто используется в Китайской Республике (Тайвань) по отношению к государству Монголия. В КНР, во избежание путаницы, по отношению к Монголии употребляется термин «Государство Монголия» (кит. 蒙古國), вместо просто «Монголия» (кит. 蒙古).

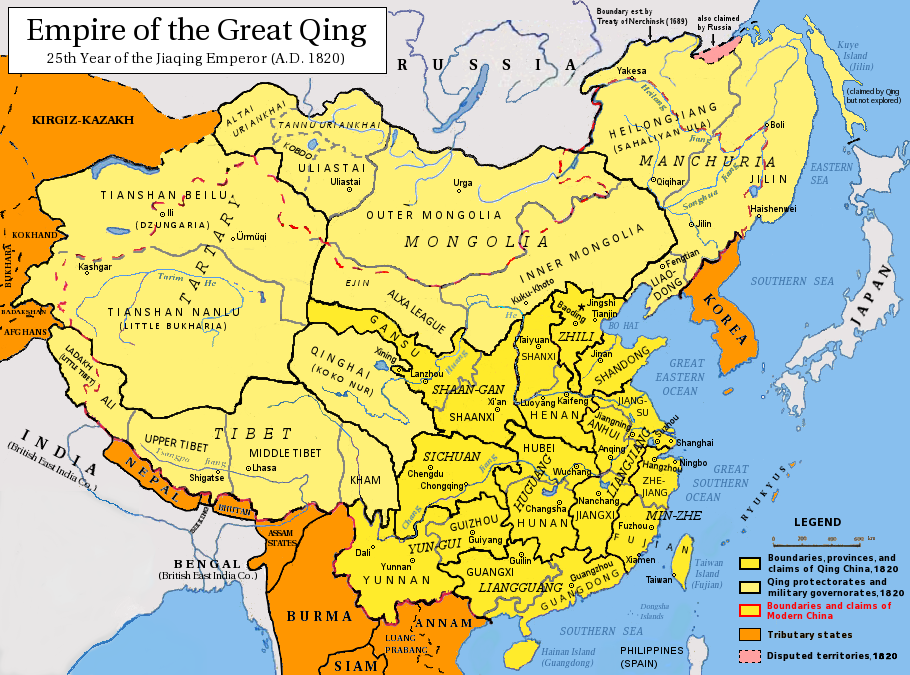
Империя Цин в 1820 году
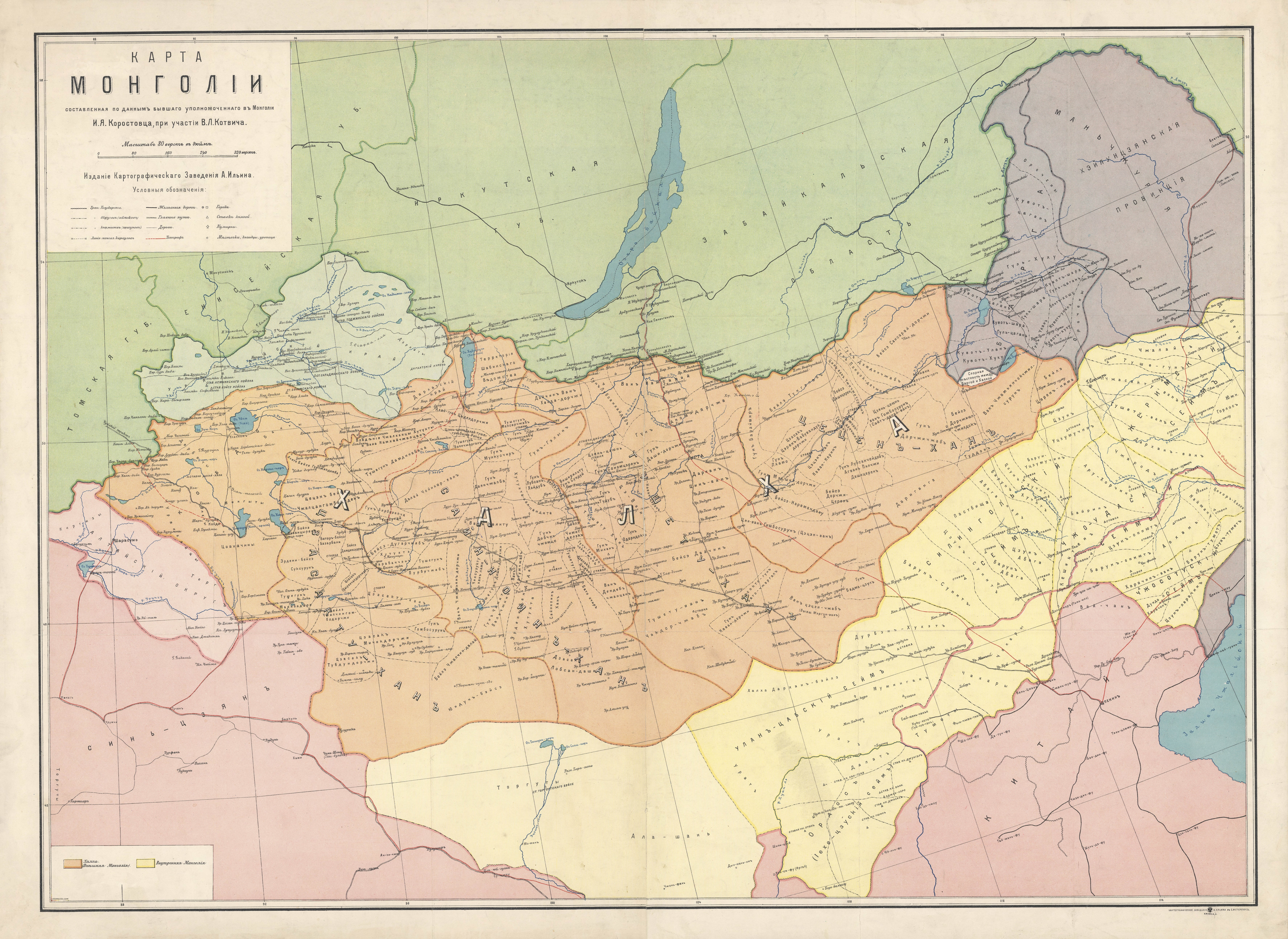
Монголия в 1914 году
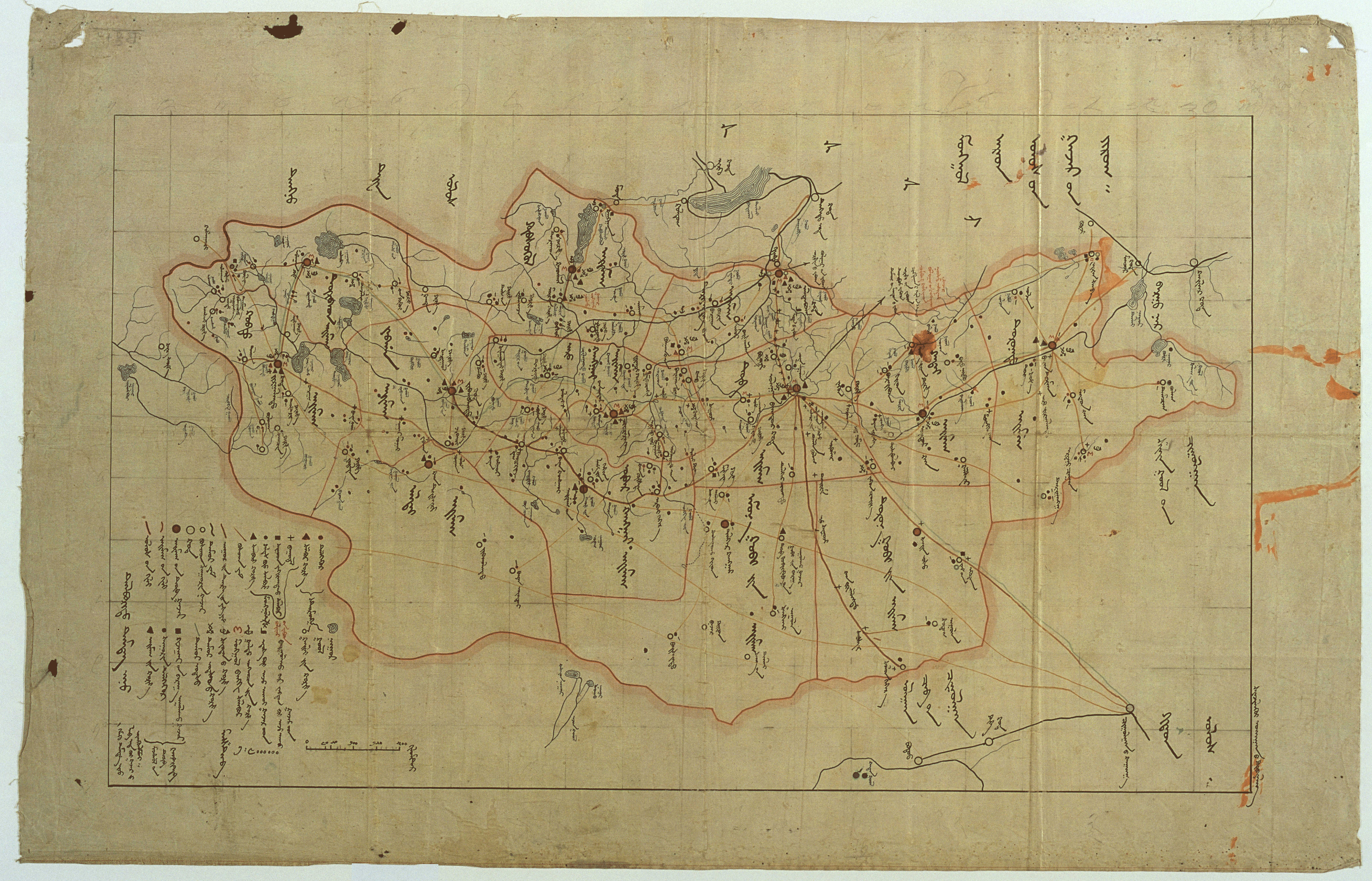
Карта Внешней Монголии в 1932 году